# Mustafa II
Mustafa II (مصطفى الثاني in arabo, Muṣṭafā-yi sānī; Edirne, 6 febbraio o 5 giugno 1664 – Edirne, 29 dicembre 1703) fu sultano dell'Impero ottomano dal 1695 al 1703: figlio del sultano Mehmed IV (1648-1687), abdicò in favore del fratello Ahmed III (1703-1730).

## Biografia
Mustafa nacque al Palazzo di Edirne, figlio del sultano Mehmed IV (1648–87) e di Gülnuş Sultan, nata Evemia, che era di discendenza greca e cretese. Mustafa II abdicò in favore di suo fratello Ahmed III (1703–30) nel 1703.

## Le campagne militari

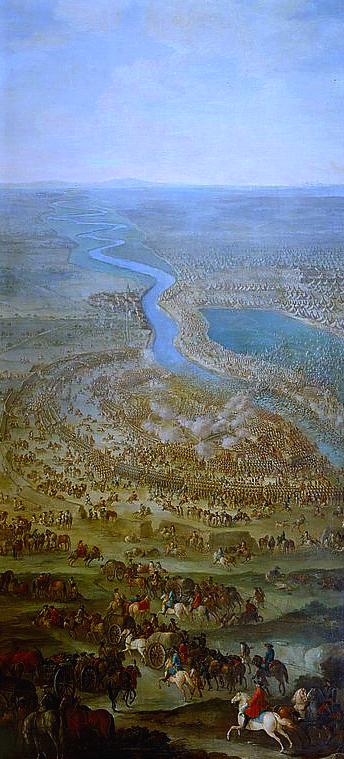
La rovinosa battaglia di Zenta ove le armate di Mustafa II vennero sconfitte da quelle asburgiche al comando di Eugenio di Savoia

Durante il regno di Mustafa II la grande guerra turca, che era iniziata nel 1683, continuava a essere combattuta senza grossi risultati. Dopo il fallimento del secondo assedio di Vienna, la Lega Santa aveva preso gran parte dei territori dell'Impero in Europa. Le armate degli Asburgo erano arrivate sino a Niš, nell'attuale Serbia. Il sultano Mustafa II era determinato a riprendere i territori perduti e personalmente si pose alla testa del proprio esercito. Come prima azione egli ordinò alla marina ottomana di riprendere l'isola di Chio dopo aver sconfitto per ben due volte quella veneziana nella battaglia delle isole Oinousses, nel febbraio del 1695.
A giugno del 1695 Mustafa II lasciò Edirne per la sua prima campagna militare contro l'Impero asburgico. Da settembre del 1695 il villaggio di Lipova venne catturato dagli Ottomani. Il 18 settembre di quello stesso anno, dopo la vittoria navale a Zeytinburnu la flotta veneziana appariva ormai distrutta. Alcuni giorni dopo l'esercito asburgico venne sconfitto nella battaglia di Lugos. Successivamente l'esercito ottomano fece ritorno nella capitale e la fortezza ottomana di Azov venne ancora una volta difesa valorosamente dall'assedio delle forze zariste.
Ad aprile del 1696 Mustafa II lasciò nuovamente Edirne per la sua seconda campagna militare contro l'Impero asburgico e già dall'agosto del 1696 i russi assediavano Azov per una seconda volta, catturandone infine la fortezza. Ad agosto di quello stesso anno le truppe ottomane sconfissero l'esercito asburgico nella battaglia di Ulaş e in quella di Cenei. Dopo queste vittorie, gli Ottomani presero Timișoara e Koca Cafer Pasha venne nominato protettore di Belgrado. Ancora una volta a seguito di questi eventi l'esercito ottomano fece ritorno poi nella capitale.
Il giorno 11 settembre 1697 il suo esercito, guidato da lui personalmente, fu pesantemente sconfitto a Zenta dall'esercito austriaco comandato da Eugenio di Savoia.
Alla fine del suo regno Mustafa II tentò di restaurare il potere del Sultanato, carica che si era ridotta a essere meramente simbolica dalla metà del XVII secolo, quando Mehmed IV aveva ceduto i propri poteri esecutivi al Gran Visir. La strategia di Mustafa II fu di crearsi una base di potere alternativa rendendo la posizione dei timarioti (la cavalleria ottomana) ereditaria, e dunque assicurarsene la fedeltà. I timarioti, però, erano ormai un elemento obsoleto nella macchina militare ottomana: l'espediente fallì e Mustafa II fu deposto nello stesso anno 1703.

## Famiglia
Con l'ascesa di Mustafa II il titolo di "Haseki Sultan" venne definitivamente abolito, per essere sostituito in maniera stabile dal meno prestigioso e non esclusivo "Kadın" (consorte imperiale). Mustafa II creò inoltre una nuova classe di concubine, le "Ikbal": inferiori in grado alle Kadın nella gerarchia dell'harem, erano inizialmente chiamate con il normale titolo di "Hatun" (donna), in seguito modificato in quello, superiore, di "Hanim" (lady, signora).
Diverse sue concubine e consorti furono fatte sposare dopo la sua deposizione per ordine del nuovo sultano, suo fratello Ahmed III.

### Consorti
Sono note dieci consorti di Mustafa II:
- Alicenab Kadın. BaşKadin (Prima consorte imperiale) fino alla sua morte, fu la prima concubina di Mustafa. Morì il 20 aprile 1699 a Edirne e venne sepolta nella moschea Darülhadîs.
- Afife Kadın (circa 1682 - Costantinopoli, dopo il 1718). Chiamata nelle cronache europee anche Hafife, Hafiten, Hafize, Hafise o Hafsa, era la consorte più amata da Mustafa, sentimento ricambiato, anche se non furono mai legalmente sposati. Madre di una figlia e di cinque degli otto figli di Mustafa.
- Saliha Kadın. Fu Valide Sultan di Mahmud I.
- Şehsuvar Kadın. Fu Valide Sultan di Osman III.
- Bahtiyar Kadın. Una delle sue prime concubine, fu probabilmente la madre di una delle figlie maggiori di Mustafa.
- İvaz Kadın. Citata come consorte in un documento del 1696/1697, fu probabilmente la madre di una delle figlie maggiori di Mustafa.
- Hatice Kadın. Prima di diventare una consorte, era un dama dell'harem di alto rango
- Hüsnüşah Kadın. Morta il 1 gennaio 1700.
- Fatma Şahin Hatun, poi Hanim. BaşIkbal, dopo la deposizione di Mustafa venne allontanata dall'harem e fatta sposare per ordine di Ahmed III.
- Hanife Hatun, poi Hanim. Dopo la deposizione di Mustafa venne allontanata dall'harem e fatta sposare per ordine di Ahmed III. Dal nuovo marito ebbe un figlio di nome Ibrahim e una figlia.

### Figli
Mustafa II aveva otto figli, di cui cinque, morti infanti, con Afife Kadın:
- Mahmud I (Edirne o Belgrado, 2 agosto 1696 - Costantinopoli, 13 dicembre 1754) - con Saliha Kadın. 24º Sultano dell'Impero ottomano.
- Şehzade Mehmed (Edirne, 27 novembre 1698 - Edirne, 3 giugno 1703) - con Afife Kadın. Era il figlio prediletto di Mustafa II, che soffrì immensamente la sua morte. Sepolto nel mausoleo Turhan Sultan nella Yeni Cami.
- Osman III (Edirne, 2 gennaio 1699 - Costantinopoli, 30 ottobre 1757) - con Şehsuvar Kadın. 25º Sultano dell'Impero ottomano.
- Şehzade Hasan (Edirne, 28 marzo 1699 - Edirne, 25 maggio 1733). Divenne erede al trono nel 1730 e passò quasi tutta la vita rinchiuso nel Kafes, dove infine morì.
- Şehzade Hüseyn (Edirne, 16 maggio 1699 - Edirne, 19 settembre 1700) - con Afife Kadin. Sepolto nel mausoleo Turhan Sultan nella Yeni Cami.
- Şehzade Selim (Edirne, 16 maggio 1700 - Edirne, 8 giugno 1702) - con Afife Kadın. Sepolto nel mausoleo di Turhan Sultan nella Yeni Cami.
- Şehzade Ahmed (Edirne, 3 marzo 1702 - Edirne, 7 settembre 1703) - con Afife Kadın. Sepolto a Edirne, nella moschea Darülhadis.
- Şehzade Süleyman (Edirne, 25 dicembre 1703 - Edirne, 25 dicembre 1703) - con Afife Kadın. Nato morto, quattro giorni prima della morte dello stesso Mustafa, sepolto nel mausoleo Turhan Sultan nella Yeni Cami.

### Figlie
Mustafa II aveva almeno dodici figlie, di cui una, fra le tre maggiori, con Afife Kadin:
- Ayşe Sultan (Edirne o Belgrado, 30 aprile 1696 - Costantinopoli, 26 settembre 1752). Soprannominata "la maggiore" per distinguerla da sua cugina Ayşe Sultan "la minore", figlia di Ahmed III. Si sposò tre volte, ma non ebbe figli.
- Emine Sultan (Edirne o Belgrado, 1 settembre 1696 - Costantinopoli, 1739). Si sposò quattro volte, ma non ebbe figli.
- Safiye Sultan (Edirne o Belgrado, 13 ottobre 1696 - Costantinopoli, 15 maggio 1778) - forse con Afife Kadin[13]. Si sposò quattro volte ed ebbe tre figli e una figlia.
- Hatice Sultan (Edirne, 15 marzo 1698 - Edirne, prima del 1703).
- Rukiye Sultan (Edirne, 13 novembre 1698 - Edirne, 28 marzo 1699). Sepolta a Edirne.
- Rukiye Ismihan Sultan (Edirne, dopo aprile 1699 - Costantinopoli, 24 dicembre 1703). Suo padre la promise in moglie a Maktülzade Ali Paşah, ma la bambina morì prima di poter celebrare il matrimonio. Venne sepolta nel mausoleo Turhan Sultan nella Yeni Cami.
- Fatma Sultan (Edirne, 8 ottobre 1699 - Edirne, 20 maggio 1700).
- Ümmügülsüm Sultan (Edirne, 10 giugno 1700 - Edirne, 2 maggio 1701).
- Emetullah Sultan (Edirne, 22 giugno 1701 - Costantinopoli, 19 aprile 1727) - con Şehsuvar Kadın. Chiamata anche Ümmetullah Sultan o Heybetullah Sultan. Si sposò una volta ed ebbe una figlia.
- Zeynep Sultan (Edirne, 10 giugno 1703 - Costantinopoli, 18 dicembre 1705). Fu sepolta nel mausoleo Turhan Sultan nella Yeni Cami.
- Atike Sultan (Edirne, ? - Edirne, ?). Morì bambina.
- Esma Sultan (Edirne, ? - Edirne, ?). Morì bambina.